# Ähtävänjoki
Ähtävänjoki (finnisch) oder Esse å (schwedisch) ist ein Fluss in den finnischen Landschaften Südösterbotten und Österbotten.
Der 60 km lange Fluss entwässert den Evijärvi und fließt in nordwestlicher Richtung zum Bottnischen Meerbusen.
Einschließlich seiner Quellflüsse Savonjoki und Välijoki beträgt die Gesamtlänge 120 km.
Östlich von Jakobstad mündet er in den Larsmosjön (finnisch Luodonjärvi), einen durch die Errichtung zweier Dämme aus einer Ostseebucht entstandenen künstlichen Süßwassersee.
Einen Kilometer vor der Mündung vereinigt sich der Ähtävänjoki mit dem von Süden kommenden Purmonjoki.
Das Einzugsgebiet des Ähtävänjoki erstreckt sich über 2054 km² und beinhaltet den Lappajärvi.